# Inseguendo l'aquila
Inseguendo l'aquila es el séptimo álbum de estudio del cantante italiano Mango, publicado en 1988.
El disco fue también publicado en Alemania y en España con el nombre Hierro y fuego.
Laura Valente, futura esposa de Mango, participó en la realización de los coros. 

## Lista de canciones enitaliano
| N.º | Título                        | Escritor(es)                | Duración |  |
| 1.  | «Ferro e fuoco»               | Mango, A. Mango, A. Salerno | 4:09     |  |
| 2.  | «Trovando te... cercandomi»   | Mango, A. Mango             | 4:19     |  |
| 3.  | «Oasi»                        | Mango, A. Salerno           | 4:19     |  |
| 4.  | «Il mare calmissimo»          | Mango, A. Mango, A. Salerno | 4:36     |  |
| 5.  | «Seduto all'ombra... fu così» | A. Mango                    | 4:10     |  |
| 6.  | «Mia madre»                   | Mango, A. Salerno           | 5:07     |  |
| 7.  | «Inseguendo l'aquila»         | Mango, A. Mango, A. Salerno | 4:36     |  |
| 8.  | «Le bugie degli angeli»       | A. Mango                    | 5:01     |  |
| 9.  | «Immersione in te»            | Mango, A. Mango, A. Salerno | 5:16     |  |

## Lista de canciones enespañol
1. «Hierro y fuego»
2. «Hallándote... Buscándome»
3. «Oasis»
4. «Mare en calma»
5. «En La Penumbra... Yo Pense»
6. «Madre»
7. «Persiguiendo Al Aguila»
8. «Las Mentiras De Los Angeles»
9. «Se Esconde En Ti»

## Créditos
- Mango - voz, coros, teclado
- Rocco Petruzzi - teclado
- Graziano Accinni - guitarra
- Lele Melotti - batería
- Steve Ferrera - batería
- Paolo Costa - bajo
- Max Costa - computer programming